# Федосеев, Владимир Васильевич
Влади́мир Васи́льевич Федосе́ев (род. 16 февраля 1995, Санкт-Петербург) — словенский и российский шахматист, гроссмейстер, (2011). Финалист Кубка России 2013, двукратный бронзовый призёр чемпионата Европы (2014, 2017). Серебряный призёр командного чемпионата мира 2017 в составе сборной России, победитель Аэрофлот Опен 2017. Вице-чемпион мира по рапиду 2023 года, чемпион мира по шахматам Фишера 2024 года по версии Chess.com.

## Биография

### Детство, первые достижения
Федосеев из шахматной семьи: мать занимается организацией детских турниров и судейством; отец увлекался ими в детстве и играл, со слов Владимира, в силу Мастера спорта СССР. Начал заниматься шахматами в возрасте 7 лет благодаря отцу. Первым клубом Федосеева стал «Бриг» из Петергофа, а первым тренером — Валентин Николаевич Грачёв, известный организатор. После смерти тренера Федосеев сменил клуб на детский дом творчества Петродворцового района и стал заниматься под руководством Журавлёва Виктора Анатольевича, а позднее с Павлом Игоревичем Друговым и Денисом Сергеевичем Евсеевым.
В 2008 году Федосеев стал мастером ФИДЕ. В 2010 году, ещё будучи международным мастером, он разделил второе место на Мемориале Чигорина, оказавшись единственным участником с рейтингом ниже 2600 в первой десятке призёров.
В 2011 году Федосеев стал чемпионом России до 18 лет, занял второе место на чемпионате мира до 18 лет и стал гроссмейстером. В январе он разделил первое место на Мемориале Чигорина, и его рейтинг впервые пересёк отметку 2500. С 2011 года тренером шахматиста является Александр Халифман.
В 2013 году Федосеев стал абсолютным чемпионом Европы до 18 лет (блиц, рапид и классика). В апреле 2014 года он вошел в число 100 сильнейших шахматистов мира с рейтингом 2663.

### Профессиональная карьера
Бронзовый призёр Первенства Мира среди юношей до 20 лет 2014 года.
Победитель матч-турнира поколений «Щелкунчик-2014» (поделил 1-3 место с А. Шировым и А. Морозевичем, чистое 1 место в команде «Принцы»).
На Кубке мира 2017 дошёл до 1/4 финала, уступив Уэсли Со (1½-½).
На чемпионате мира по рапиду 2017 уступил на тай-брейке Вишванатану Ананду (1½-½), став вице-чемпионом.
Член символического клуба Тиграна Петросяна после победы над Магнусом Карлсеном на 45-й Олимпиаде.

### Личная жизнь
В 2017 году Федосеев открыл шахматный центр своего имени в деревне Жуковка. Учился в Московском городском университете управления Правительства Москвы. Увлекается баскетболом, болельщик «Кливленд Кавальерс».
В 2023 году совершил переход из ФШР в федерацию Словении, заявив, что больше не собирается выступать за сборную России.